# كولن فوستر
كولن فوستر (بالإنجليزية: Colin Foster)‏ (16 يوليو 1964 في المملكة المتحدة - ) هو لاعب كرة قدم بريطاني في مركز الدفاع. لعب مع كامبريدج يونايتد ونادي ليتون أورينت ونادي واتفورد ونوتس كاونتي ونوتينغهام فورست ووست هام يونايتد.

## وصلات خارجية
- كولن فوستر على موقع قاعدة بيانات كرة القدم.إي يو (الإنجليزية)
- كولن فوستر على موقع Soccerbase.com (لاعب) (الإنجليزية)
- كولن فوستر على موقع عالم كرة القدم.نت (الإنجليزية)